# Santos Cirujano Bracamonte
Santos Cirujano Bracamonte ( 1950 - ) es un botánico español. Licenciado en Ciencias Biológicas en 1973, por la Universidad Complutense de Madrid y doctorado en esta misma en 1980 con Estudio Florístico, Ecológico y Sintaxonómico de la Vegetación Higrófila de la Submeseta Sur. Dirigida por el botánico Santiago Castroviejo.
En el año 1973 comenzó su actividad docente en Botánica y Fisiología Vegetal en la Universidad Complutente de Madrid y en 1987 pasó a ser Científico Titular en el Real Jardín Botánico de Madrid (CSIC) donde desarrolló su carrera científica.

## Campo de especialización
- Taxonomía: Macrófitos acuáticos (plantas vasculares y carofitos.
- Corología y Ecología: Plantas ligadas al medio acuático y a los suelos salinos. Distribución de plantas acuáticas.
- Conservación: Gestión, manejo, recuperación y diseño de zonas húmedas. Valoración de la flora y vegetación acuáticas y de los suelos salinos.

## Publicaciones
Algunas de sus publicaciones:
- 1981 Estudio florístico, ecológico y sintaxonómico, de la vegetación higrófila de la submeseta sur.
- 1990 Flora y vegetación de las lagunas y humedales de la provincia de Albacete.
- 1992 Criterios botánicos para la valoración de las lagunas y humedales españoles (península ibérica y las islas Baleares) ICONA.
- 1995 Flora y vegetación de las lagunas y humedales de la provincia de Cuenca, Comunidad de Castilla-La Mancha, CSIC.
- 2002 Plantas acuáticas de las lagunas y humedales de Castilla-La Mancha, Comunidad de Castilla-La Mancha, CSIC.
- 2003 La vegetación protegida en Castilla-La Mancha, Comunidad de Castilla-La Mancha, CSIC.
- 2003 El paisaje vegetal de Las Rozas de Madrid, Ayuntamiento de Las Rozas de Madrid.
- 2005 Las lagunas de Las Rozas de Madrid, Ayuntamiento de Las Rozas de Madrid.
- 2006 Ecología acuática y sociedad de las lagunas de Ruidera.
- 2008 Flora ibérica.Algas continentales. Carófitos.
- 2010 Macrófitos, Agencia Andaluza del Agua.
- 2013 Parque Nacional de Cabañeros.Entorno abiótico y botánico de los ecosistemas acuáticos, Serie Limnoiberia N.º 2.
- 2014 Flora acuática española. Hidrófitos vasculares.
- 2015 La invasión del helecho acuático Azolla filiculoides en la marisma de Doñana, 2005-2008, Serie Limnoiberia N.º 6.
- 2015 Caracterización limonológica de las lagunas de Cantalejo,Serie Limnoiberia N.º 9.
- 2020 Flora acuática española. Helófitos.

Autor de los géneros Bassia, Bergia, Boussingaultia, Elatine, Myriophyllum, Subularia, Tamarix, Typha de Flora Iberica.
Desde el año 2011 hasta 2019 fue responsable del departamento de Biodiversidad y Conservación del Real Jardín Botánico de Madrid. Representante del CSIC en el Patronato del Parque Nacional de las Tablas de Daimiel desde 1998 hasta 2019.